# Заїка Ірина Олександрівна
Ірина Олександрівна Заїка (рос. Ирина Александровна Заика; нар. 16 жовтня 1969, Москва, РРФСР), до шлюбу Гнутова (рос. Гнутова) — радянська та російська футболістка, нападниця.

## Життєпис
Навчалася та грала за студентську команду МОГІФК (нині Московська державна академія фізичної культури — МДАФК), який закінчила в 1991 році за спеціальністю «вчитель фізичної культури й тренер з баскетболу». СКІФ (Малаховка) була першою і єдиною футбольною командою. У першому чемпіонаті СРСР забила 5 м'ячів.
У 1996 році здійснила спробу перейти в воронезьку «Енергію» — провела кілька міжнародних передсезонних матчів та відзначилася 1 голом, але головному тренерові не сподобалася й завершила кар'єру.
З 1997 року розпочала професіональну діяльність в школі.

## Досягнення
- Чемпіонат СРСР
  -  Бронзова призерка (1): 1991
- За підсумками сезонів входила до списку «33-ох найкращих футболісток країни»: 1993[7] та 1994[8]
- Найкращий бомбардир збірної СРСР — 7 голів, авторка першого голу на рідній землі
- Всесоюзні турніри на призи тижневика «Собеседник»[1]
  -  Чемпіонка (1): 1989
  -  Срібна призерка (1): 1988[9]

## Статистика виступів у збірній
| Збірна | Сезон | Дата       | Суперник       | Рахунок | Виступи       |
| ------ | ----- | ---------- | -------------- | ------- | ------------- |
| СРСР   | 1990  | 26 березня | Болгарія       | 4:1     | 41', 61', 62' |
| СРСР   | 1990  | 28 березня | Болгарія       | 0:1     | 90'           |
| СРСР   | 1990  | 12 квітня  | Норвегія       | 1:2     | 90',          |
| СРСР   | 1990  | 15 квітня  | Норвегія       | 0:0     | 90'           |
| СРСР   | 1990  | 26 квітня  | Фінляндія      | 1:2     | 90',          |
| СРСР   | 1990  | 28 квітня  | Фінляндія      | 0:1     | 90'           |
| СРСР   | 1990  | 5 травня   | Болгарія       | 1:1     | 90'           |
| СРСР   | 1990  | 7 травня   | Болгарія       | 0:0     | 90'           |
| СРСР   | 1990  | 5 серпня   | США            | 0:8     | 70'           |
| СРСР   | 1990  | 20 серпня  | Північна Корея | 0:0     | 90'           |
| СРСР   | 1990  | 22 серпня  | КНР            | 0:6     | 90'           |
| СРСР   | 1990  | 24 серпня  | КНР            | 1:0     | 90'           |
| СРСР   | 1990  | 26 серпня  | КНР            | 0:3     | 55'           |
| СРСР   | 1991  | 4 квітня   | Польща         | 5:1     | Гол           |
| СРСР   | 1991  | 20 травня  | Данія          | 1:6     | Гол           |
| СРСР   | 1991  | 8 червня   | Фінляндія      | 2:0     | Гол           |
| СРСР   | 1991  | 24 липня   | «Волжанка»     | 4:0     | 78'           |
| Росія  | 1993  | 28 червня  | Греція         | 2:2     | 41'           |
| Росія  | 1993  | 17 серпня  | Фінляндія      | 0:2     | 61'           |
| Росія  | 1993  | 25 вересня | Франція        | 1:2     | 90'           |
| Росія  | 1993  | 7 грудня   | Німеччина      | 0:1     | 90'           |
| Росія  | 1993  | 8 грудня   | Іспанія        | 1:0     | 90'           |
| Росія  | 1994  | 15 травня  | Польща         | 0:0     | 90'           |
| Росія  | 1994  | 14 липня   | Румунія        | 1:0     | 73',          |
| Росія  | 1994  | 25 липня   | Енергія        | 2:1     | 56'           |
| Росія  | 1994  | 27 серпня  | Гана           | 2:1     | 75'           |
| Росія  | 1994  | 3 вересня  | Нова Зеландія  | 1:0     | 65'           |
| Росія  | 1995  | 3 квітня   | Румунія        | 2:1     | 90'           |
| Росія  | 1995  | 4 квітня   | Іспанія        | 0:0     | 90'           |
| Росія  | 1995  | 5 квітня   | Угорщина       | 3:0     | 90', 32'      |
| Росія  | 1995  | 7 квітня   | Україна        | 0:1     | 90'           |
| Росія  | 1995  | 7 квітня   | Іспанія        | 2:4     | 90', 6'       |
| Росія  | 1995  | 26 серпня  | Росія (U20)    | 3:0     | 55'           |
| Росія  | 1995  | 28 серпня  | Південна Корея | 1:0     | 90'           |